# H-31 (Spanje)

De H-31

De H-31 of Autovía de Circunvalación de Huelva is een autovía in Andalusië. De stadssnelweg is 5 kilometer lang en verbindt de A-49 met de H-30 in Huelva.